# Nuptse
El Nuptse és una muntanya a la regió de Khumbu a l'Himàlaia del Nepal. Es troba a dos quilòmetres al sud-oest de l'Everest. Nuptse és el nom tibetà per anomenar el "pic de l'oest", ja que és el segment occidental del massís que forma amb el Lhotse.
El Nuptse té una successió de pics d'est a oest:
| Cim             | metres | Latitud (N) | Longitud (E) |
| --------------- | ------ | ----------- | ------------ |
| Nuptse I        | 7.861  | 27°57′59″   | 86°53′24″    |
| Nuptse II       | 7.827  | 27°57′52″   | 86°53′34″    |
| Nuptse Shar I   | 7.804  | 27°57′41″   | 86°53′47″    |
| Nuptse Nup I    | 7.784  | 27°58′05″   | 86°53′08″    |
| Nuptse Shar II  | 7.776  | 27°57′39″   | 86°53′55″    |
| Nuptse Nup II   | 7.742  | 27°58′06″   | 86°52′54″    |
| Nuptse Shar III | 7.695  | 27°57′30″   | 86°54′42″    |

El pic principal, Nuptse I, fou escalat per primera vegada el 16 de maig de 1961 per Dennis Davis i el xerpa Tashi, membres d'una expedició britànica. Després de molts anys sense ascensions, el Nuptse tornà a rebre expedicions els anys 1990 i 2000, que obriren noves rutes per la cara sud, nord i oest.
Tot i que el Nuptse es veu imponent des del sud i l'oest i es troba sobre el camp base de la ruta normal per pujar l'Everest, no és considerat un pic independent, ja que el cim sols té una prominència de 319 metres.